# Stazione di Griebnitzsee
La stazione di Griebnitzsee è una stazione ferroviaria della città di Potsdam, sita nelle vicinanze del lago Griebnitzsee. È posta sotto tutela monumentale (Denkmalschutz).

## Movimento
La stazione è servita dalla linea S 7 della S-Bahn e dalle linee regionali RB 21 e RB 22.

## Interscambi
- Fermata autobus